# Gare d'Hoeilaart
Ne doit pas être confondu avec Gare de Hoeilaart.
La gare d'Hoeilaart est une ancienne gare vicinale belge de la Société nationale des chemins de fer vicinaux (SNCV) de la ligne 293 Groenendael - Overijse située à Hoeilaart dans l'actuelle province du Brabant flamand (ancienne province de Brabant).

## Histoire
La gare est désaffectée en 1949 lors de la suppression du service voyageur, elle est actuellement occupée par un restaurant.